# Geding
Geding ist ein umfassender Rechtsbegriff aus dem germanischen Recht und bezeichnete sowohl verschiedene Gerichtsversammlungen und Prozesse an einer Dingstätte als auch Verträge unterschiedlichen Inhalts sowie allgemeine Rechtssätze wie Gesetze und Satzungen.
Außerdem gab es eine Vielzahl von Komposita und Ableitungen wie beispielsweise das Verb gedingen für verhandeln oder einen Prozess führen, die Gedingarbeit (Akkordarbeit), die mit dem Gedinggeld entlohnt wurde oder den Gedingbrief als schriftlichen Vertrag beim Gutskauf. Im Sachsenspiegel ist illustriert, wie zwei Vasallen mit demselben Gut belehnt werden, indem der eine den Lehnsbesitz, der andere das Gedinge, d. h. eine Anwartschaft, für den Fall erhält, dass der Lehnsbesitzer ohne Lehnserben stirbt.
Die niederländische Sprache kennt das Wort „geding“ als ein Synonym von Prozess. Das Strafgeding wurde später Konventionalstrafe genannt. Noch heute bekannt ist das Leibgedinge im Bürgerlichen Gesetzbuch und die bis 2002 so bezeichnete Verdingungsordnung für Bauleistungen (VOB). Im Bergbau wird die Akkordarbeit bis heute Gedinge genannt.